# You Can't Hurry Love
You Can't Hurry Love is een hitsingle van de Amerikaanse meidengroep The Supremes uit juli 1966. Het nummer is een aantal maal gecoverd door artiesten als Phil Collins, The Dixie Chicks, Boyzone en Stray Cats.

## Achtergrond
De single stond in thuisland de VS in 1966 twee weken op nummer #1 in de Billboard Hot 100. Daarnaast bereikte het de #1 positie op de R&B-lijst en in Canada en de top-10 in Australië en het Verenigd Koninkrijk. In Nederland bleef de originele versie van het nummer op de 24e positie steken in de Nederlandse Top 40 op Radio Veronica. In de Parool Top 20 op Hilversum 3 werd destijds géén notering behaald. In België behaalde de plaat géén notering in de voorloper van de Vlaamse Ultratop 50.
In de door Eddie Holland geschreven tekst van het nummer, dat gecomponeerd en geproduceerd is door Lamont Dozier en Brian Holland, geeft de vertelster van het verhaal, in dit geval leadzangeres Diana Ross, het advies geduldig te blijven en niet te haasten met het vinden van een "liefde". In dat opzicht is You Can't Hurry Love te beschouwen als een update van een andere #1 hit van The Supremes, Come See About Me. Ook bleek uit het nummer dat The Supremes aan een nieuwe stijl begonnen. Deze stijl was meer volwassen dan de liedjes uit het begin van hun carrière. You Can't Hurry Love was ongeveer tegelijkertijd klaar als You Keep Me Hangin' On. Toen de kwaliteitscontroleurs van Motown onder leiding van Berry Gordy en Smokey Robinson moesten kiezen tussen deze twee nummers, kozen ze voor het eerstgenoemde. Later dat jaar werd You Keep Me Hangin' On echter ook uitgebracht en haalde het ook de #1 positie.
De B-kant van de single was Put Yourself in My Place, dat ook door het trio Holland-Dozier-Holland was geschreven en geproduceerd. Dit nummer was in 1965 al uitgebracht door The Elgins en is later ook bekend geworden door The Isley Brothers. Ook de zangeres Chris Clark, een van de zeer weinige blanke Motownartiesten, heeft het opgenomen.

### Bezetting
- Lead: Diana Ross
- Achtergrondzangeressen: Mary Wilson en Florence Ballard
- Instrumentatie: The Funk Brothers met onder anderen James Jamerson op basgitaar, Earl Van Dyke op piano en Jack Ashford op tamboerijn
- Schrijvers: Holland-Dozier-Holland
- Producers: Brian Holland en Lamont Dozier

## Hitnoteringen

### Nederlandse Top 40
| Hitnotering: 24-09-1966 t/m 29-10-1966 | Hitnotering: 24-09-1966 t/m 29-10-1966 | Hitnotering: 24-09-1966 t/m 29-10-1966 | Hitnotering: 24-09-1966 t/m 29-10-1966 | Hitnotering: 24-09-1966 t/m 29-10-1966 | Hitnotering: 24-09-1966 t/m 29-10-1966 | Hitnotering: 24-09-1966 t/m 29-10-1966 | Hitnotering: 24-09-1966 t/m 29-10-1966 |
| Week:                                  | 1                                      | 2                                      | 3                                      | 4                                      | 5                                      | 6                                      |                                        |
| -------------------------------------- | -------------------------------------- | -------------------------------------- | -------------------------------------- | -------------------------------------- | -------------------------------------- | -------------------------------------- | -------------------------------------- |
| Positie:                               | 36                                     | 29                                     | 24                                     | 24                                     | 35                                     | 36                                     | uit                                    |

### NPO Radio 2 Top 2000
| Nummer met noteringen in de NPO Radio 2 Top 2000 | '99  | '00  |
| ------------------------------------------------ | ---- | ---- |
| You Can't Hurry Love                             | 1234 | 1874 |

1. ↑  Een vetgedrukt getal geeft de hoogste notering aan.
2. ↑  Deze tabel is bijgewerkt tot en met de laatste editie (2024).

## Versie van Phil Collins
In het najaar van 1982 brengt de Britse popmuzikant Phil Collins een cover van het nummer uit. Het nummer is afkomstig van zijn tweede soloalbum Hello, I Must Be Going! Uit 1982.

### Achtergrond
Collins vertelde in een interview dat "het idee om 'Can't Hurry Love' te coveren was om te zien of Hugh Padgham en ik het geluid van de jaren '60 konden recreëren. Het is vandaag de dag erg moeilijk omdat te doen omdat de meeste opnamelocaties zoveel verfijnder zijn dan ze destijds waren. Daarom is het moeilijk om het geluid van de drums zo ruw als op de originele opname te laten klinken. Daar gingen we voor, een remake, geen interpretatie, maar een remake."
De plaat werd een wereldwijde hit en behaalde in Collins' thuisland het Verenigd Koninkrijk de nummer 1-positie in de UK Singles Chart. In Ierland en Canada werd eveneens de nummer 1-positie behaald, Australië de 3e, Nieuw-Zeeland en Zuid-Afrika de 9e, Duitsland de 3e en Frankrijk de 13e positie.
In Nederland was de plaat op vrijdag 26 november 1982 Veronica Alarmschijf op Hilversum 3 en werd een gigantische hit in de destijds drie landelijke hitlijsten op de nationale publieke popzender. De plaat wordt na In the Air Tonight Collins zijn tweede nummer 1-hit in de Nederlandse Top 40 en de TROS Top 50 en zijn eerste nummer 1-hit in de Nationale Hitparade. In de Europese hitlijst op Hilversum 3, de TROS Europarade, werd de 2e positie behaald. 
In België bereikte de plaat de nummer 1-positie in zowel de voorloper van de Vlaamse Ultratop 50 als de Vlaamse Radio 2 Top 30. In Wallonië werd géén notering behaald.
Sinds de editie van december 2001 staat de plaat onafgebroken genoteerd in de jaarlijkse NPO Radio 2 Top 2000 van de Nederlandse publieke radiozender NPO Radio 2, met als hoogste notering een 722e positie in 2003.

#### Hitnoteringen

##### Nederlandse Top 40
| Hitnotering: 04-12-1982 t/m 19-02-1983 | Hitnotering: 04-12-1982 t/m 19-02-1983 | Hitnotering: 04-12-1982 t/m 19-02-1983 | Hitnotering: 04-12-1982 t/m 19-02-1983 | Hitnotering: 04-12-1982 t/m 19-02-1983 | Hitnotering: 04-12-1982 t/m 19-02-1983 | Hitnotering: 04-12-1982 t/m 19-02-1983 | Hitnotering: 04-12-1982 t/m 19-02-1983 | Hitnotering: 04-12-1982 t/m 19-02-1983 | Hitnotering: 04-12-1982 t/m 19-02-1983 | Hitnotering: 04-12-1982 t/m 19-02-1983 | Hitnotering: 04-12-1982 t/m 19-02-1983 | Hitnotering: 04-12-1982 t/m 19-02-1983 |
| Week:                                  | 1                                      | 2                                      | 3                                      | 4                                      | 5                                      | 6                                      | 7                                      | 8                                      | 9                                      | 10                                     | 11                                     |                                        |
| -------------------------------------- | -------------------------------------- | -------------------------------------- | -------------------------------------- | -------------------------------------- | -------------------------------------- | -------------------------------------- | -------------------------------------- | -------------------------------------- | -------------------------------------- | -------------------------------------- | -------------------------------------- | -------------------------------------- |
| Positie:                               | 24                                     | 8                                      | 4                                      | 2                                      | 1                                      | 1                                      | 8                                      | 12                                     | 18                                     | 29                                     | 39                                     | uit                                    |

##### Nationale Hitparade
| Hitnotering: 04-12-1982 t/m 26-02-1983 | Hitnotering: 04-12-1982 t/m 26-02-1983 | Hitnotering: 04-12-1982 t/m 26-02-1983 | Hitnotering: 04-12-1982 t/m 26-02-1983 | Hitnotering: 04-12-1982 t/m 26-02-1983 | Hitnotering: 04-12-1982 t/m 26-02-1983 | Hitnotering: 04-12-1982 t/m 26-02-1983 | Hitnotering: 04-12-1982 t/m 26-02-1983 | Hitnotering: 04-12-1982 t/m 26-02-1983 | Hitnotering: 04-12-1982 t/m 26-02-1983 | Hitnotering: 04-12-1982 t/m 26-02-1983 | Hitnotering: 04-12-1982 t/m 26-02-1983 | Hitnotering: 04-12-1982 t/m 26-02-1983 | Hitnotering: 04-12-1982 t/m 26-02-1983 | Hitnotering: 04-12-1982 t/m 26-02-1983 |
| Week:                                  | 1                                      | 2                                      | 3                                      | 4                                      | 5                                      | 6                                      | 7                                      | 8                                      | 9                                      | 10                                     | 11                                     | 12                                     | 13                                     |                                        |
| -------------------------------------- | -------------------------------------- | -------------------------------------- | -------------------------------------- | -------------------------------------- | -------------------------------------- | -------------------------------------- | -------------------------------------- | -------------------------------------- | -------------------------------------- | -------------------------------------- | -------------------------------------- | -------------------------------------- | -------------------------------------- | -------------------------------------- |
| Positie:                               | 36                                     | 9                                      | 5                                      | 1                                      | 1                                      | 1                                      | 1                                      | 2                                      | 4                                      | 8                                      | 20                                     | 26                                     | 35                                     | uit                                    |

##### TROS Top 50
Hitnotering: 02-12-1982 t/m 17-02-1983. Hoogste notering: #1 (3 weken).

##### TROS Europarade
Hitnotering: 26-12-1982 t/m 05-06-1983. Hoogste notering: #2 (6 weken).

##### NPO Radio 2 Top 2000
| Nummer met noteringen in de NPO Radio 2 Top 2000 | '01 | '02 | '03 | '04 | '05 | '06 | '07  | '08 | '09  | '10  | '11  | '12  | '13  | '14  | '15  | '16  | '17  | '18  | '19  | '20  | '21  | '22  | '23  | '24  |
| ------------------------------------------------ | --- | --- | --- | --- | --- | --- | ---- | --- | ---- | ---- | ---- | ---- | ---- | ---- | ---- | ---- | ---- | ---- | ---- | ---- | ---- | ---- | ---- | ---- |
| You Can't Hurry Love                             | 799 | 846 | 722 | 800 | 842 | 961 | 1291 | 938 | 1360 | 1269 | 1493 | 1689 | 1436 | 1568 | 1576 | 1358 | 1612 | 1190 | 1080 | 1162 | 1243 | 1405 | 1373 | 1924 |

1. ↑  Een vetgedrukt getal geeft de hoogste notering aan.
2. ↑  2001 was het eerste jaar met een notering voor dit nummer.